# Alcalá la Real

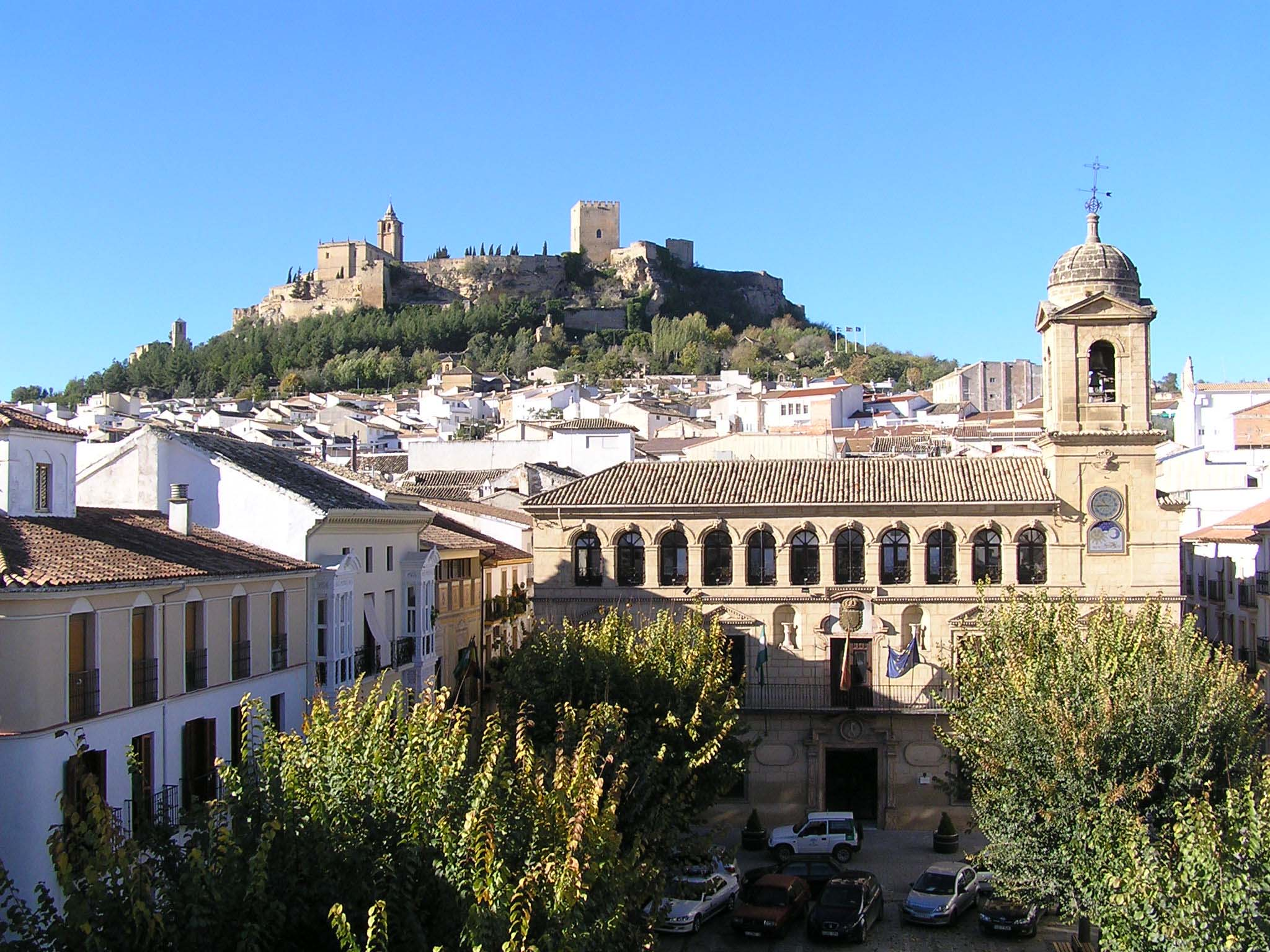
Panorama miasta

Alcalá la Real – miasto w południowej Hiszpanii w regionie Andaluzji, leży w odległości 71 km od stolicy prowincji Jaén i 53 km od Grenady.

## Historia
Alcalá la Real istnieje od czasów rzymskich. Od początku VIII wieku było to obronne miasto mauretańskie o dużym znaczeniu strategicznym, które straciło dopiero po upadku Grenady w 1492 r.

## Zabytki
Chrześcijanie wybudowali tu kilka ważnych i znaczących budowli. Leżąca na wzgórzu wysokości 1033 m n.p.m. Fortaleza de la Mota (XIV wiek) to obronny kompleks łączący cechy mauretańskie i chrześcijańskie. Znajduje się tu także na wpół zrujnowany kościół, w którym częściowo zdjęta przez archeologów podłoga odsłania kości i czaszki w rozkopanych grobach. Ponadto przy głównym placu znajduje się renesansowy Palacio Abacial oraz fontanna Karola V (hiszp. Fuente de Carlos V).

## Miasta partnerskie
- Lohfelden